# Авіаційна вакуумна бомба підвищеної потужності
Авіаційна вакуумна бомба підвищеної потужності (АВБПМ) — неофіційне та технічно некоректне позначення російської авіаційної бомби об'ємного вибуху. Інша неофіційна назва — «Тато всіх бомб» — відсилка на прізвисько американської GBU-43/B «Мама всіх бомб» (бекронім Mother Of All Bombs від оригінального Massive Ordnance Air Blast — авіаційний боєприпас великого калібру), що перебуває на озброєнні американських ВПС і вважалася раніше найпотужнішим неядерним боєприпасом.
За твердженнями ЗМІ, вважається найпотужнішим неядерним боєприпасом у світі. У порівнянні з американським аналогом російська бомба менша вагою, але через використання нанотехнологій потужніша в 4 рази і здатна одночасно вразити в 20 разів більшу площу — 180 кварталів проти 9 у MOAB/B.
Через секретність справжнє позначення боєприпасу невідоме, як невідомі ні розробник із виробником, ні кількість випущених одиниць. Немає даних, що будь-який з бомбардувальників Ту-160, що стоять на озброєнні ВПС Росії, доопрацьовувався під застосування цього боєприпасу.

## Історія

Випробування бомби, 2007.

Єдиним відомим свідченням про новий боєприпас є показаний на російському телебаченні ролик про випробування авіабомби, яке було проведено ввечері 11 вересня 2007 року. Згідно з роликом, бомба була скинута на парашуті з бомбардувальника Ту-160 і успішно вибухнула.
Результати випробувань створеного авіаційного боєприпасу показали, що він по своїй ефективності і можливостям порівняний з ядерним боєприпасом, в той же час, я хочу це особливо підкреслити, що дія цього боєприпасу абсолютно не забруднює навколишнє середовище в порівнянні з ядерним боєприпасом.— В. о. начальника Генерального штабу ЗС Росії Олександр Рукшин
За словами начальника управління 30 ЦНДІ Міноборони Російської Федерації (Міноборони Росії) Юрія Балика, висока площа ураження дозволяє знизити вартість боєприпасу за рахунок зниження вимог до точності влучення. Проте, як заявив генерал армії Анатолій Корнуков, поки що із засобів доставки боєприпасу можна використовувати тільки літак. Ракет, здатних нести подібний заряд, поки що не існує, а для їх створення необхідно зменшити масу бомби. Однак показаний по телебаченню відеосюжет змусив засумніватися деяких експертів в достовірності того, що було заявлено. Німецьке видання Deutsche Welle зробило аналіз показаного відеоролика, звернувши увагу на низку моментів. Так, спочатку показують бомбардувальник Ту-160 з відкритими стулками бомболюка, потім з іншого ракурсу окремо скидається на парашуті боєприпас. Далі показаний наземний вибух, хоча стверджується, що підрив відбувається в повітрі. Крім того, детонація відбувається на відкритому просторі, проте кілька секунд потому демонструються зруйновані будівлі і техніка[4]. На основі всього цього, у висновку, робиться висновок:
…окремі епізоди репортажу погано стикуються між собою і, отже, не можуть служити підтвердженням тексту, що йде за кадром. Вони лише вселяють глядачеві думку, що випробування мали місце, однак не демонструють їх.
При цьому не заперечуються можливості Росії щодо створення боєприпасів потужніших, ніж MOAB.

## Технічні характеристики
Порівняння бомб МОАВ (США) та АВБПМ (Росія)
|                                  | МОАВ | АВБПМ |
| -------------------------------- | ---- | ----- |
| Маса вибухової речовини, кг      | 8200 | 7100  |
| Тротиловий еквівалент, тонн      | 11   | 44    |
| Радіус гарантованого ураження, м | 150  | 300   |

Крім того, температура в центрі вибуху російської АВБПМ у 2 рази вища, ніж у MOAB, радіус ураження також більший у 2 рази. У перерахунку на масу заряду потужність застосованої вибухової речовини (ВВ) перевищує потужність тротилу в 6,2 рази (1,34 рази для MOAB).
АВБПМ можна порівняти за руйнівною силою вибуху з тактичною ядерною зброєю — наприклад, один з найменш потужних ядерних пристроїв «Davy Crockett» мав тротиловий еквівалент близько 10-20 тонн (дуже близько до найменшої потужності для ядерної бомби). Потужність АВБПМ, однак, становить лише близько 0,3 % від потужності бомби «Малюк», скинутої на Хіросіму.
| Відстань від епіцентру вибуху, м | Наслідки |
| -------------------------------- | --- |
| до 170                           | Майже повна руйнація високозміцнених залізобетонних конструкцій. Повне руйнування неукріплених конструкцій (житлові будинки) |
| до 300                           | Майже повна руйнація неукріплених конструкцій. Часткове руйнування укріплених конструкцій                                    |
| до 440                           | Часткове руйнування неукріплених конструкцій                                                                                 |
| до 1120                          | Ударна хвиля розбиває скляні конструкції[уточнити]                                                                           |
| до 2 290                         | Ударна хвиля може збити людину з ніг                                                                                         |

## Суспільний резонанс
У НАТО не прокоментували проведені Росією випробування. Офіційний представник НАТО Джеймс Аппатурай 12 вересня 2007 року на запитання журналістів про «Тата всіх бомб» відповів: «У мене немає коментарів щодо цього. Кожна країна має свої збройні сили, свої програми розвитку озброєнь».
Британська газета The Daily Telegraph назвала випробування «жестом войовничої непокори на адресу Заходу» та «новим доказом того факту, що Збройні Сили Російської Федерації відновили свої позиції в технологічному відношенні», а також провела зв'язок між ними, «войовничою кремлівською риторикою» та відновленням на постійній основі польотів російської стратегічної авіації. Газета The Guardian припустила, що випробування є «ще однією відповіддю на плани адміністрації Буша щодо розміщення елементів американської системи ПРО в Центральній Європі», а також зазначила, що вони припали на «період зростання напруженості у відносинах між Росією та Заходом».